# Julio Bracho Castillo
Julio Bracho Castillo (20 de septiembre de 1970, Ciudad de México), conocido como Julio Bracho, es un actor y conductor de televisión mexicano.

## Biografía
Julio Bracho Castillo nació en la Ciudad de México, hijo de Jorge Julio Bracho y de Elvira Castillo, miembro del grupo de rock "Los Monjes" y, Miss México 1954, a su vez es sobrino de la actriz Diana Bracho y nieto del director Julio Bracho.

## Carrera profesional
Empezó a trabajar en diferentes telenovelas como también en series en su país de origen, en la serie Diseñador de ambos sexos el interpretó a un homosexual no afeminado, a diferencia de su pareja interpretada por el actor Héctor Suárez Gomiz que si era afeminado, en uno de los episodios del programa se mostró el matrimonio de ambos y el resto de los personajes aplaudió por su felicidad.
Actualmente Julio conduce un programa documental difundido por la cadena televisiva History Channel, donde realiza viajes a diferentes lugares exóticos.
Julio Bracho junto a Alfonso Herrera y Sandra Echeverría  protagonizó una serie llamada El Diez, que estuvo basada en fútbol y fue estrenada en 2010 coincidiendo con el Campeonato Mundial de Fútbol en Sudáfrica; la misma fue producida por Emilio Diez Barroso e inició trabajos en febrero.
Además, ese mismo año estrenó su ópera prima como realizador y director: Desafío.

## Filmografía

### Televisión
- Está libre (2024)[3]
- El Señor de los Cielos (2024) ... Ricardo Almenar Paiva[4]
- Se llamaba Pedro Infante (2023) ... Antonio Matouk[5]
- Chavorrucos (2023) ... Roberto[6]
- ¿Qué le pasa a mi familia? (2021) ... Esteban Astudillo[7]
- De brutas nada[8][9] (2020-2023) ... Leonel
- Operación pacífico (2020) ... Rodolfo Espinoza Roldán 'El Guapo' / Eduardo San Miguel
- Los elegidos (2019) ... Coronel Thomas Morrison
- El Barón (2019) ... Gerónimo Montero
- Fugitiva (2018) ... Alejandro Guzmán
- El César (2017) ... Ángel Gutiérrez
- El Chema (2016-2017) ... Ricardo Almenar Paiva
- Perseguidos (2016-2017) ... Señor H
- 2091 (2016)... Almorás / Dr Sharma.
- Ruta 35 (2016) ... Domingo Sánchez
- Bajo el mismo cielo (2015-2016) ... José Ángel "El Colmillo" Giménez
- El chivo (2015) ... Rafael Leónidas Trujillo
- El mariachi (2014).... Fernando Sandoval
- La clínica (2012) ... Dr. Cosme Krauss
- Por ella soy Eva (2012) .... Dagoberto Preciado
- Una familia con suerte (2011-2012)  .... Arnoldo Vacavieja Flores
- Gritos de muerte y libertad (2010) .... Ignacio Allende
- Hermanos y detectives (2009) .... Franco Montero
- Historia extrema (2008) .... Él mismo como conductor
- Tiempo final (2008-2009) - Episodios El electricista .... Juan y El Funeral .... García
- S.O.S.: Sexo y otros Secretos (2007-2008) .... Xavier
- Mujeres asesinas (2008) .... Martín Saldaña
- Palabra de mujer (2007-2008) .... Germán
- RBD: La familia (2007) .... Michel Letelier
- Corazón partido (2006) ... Cesar Echarri #2
- La ley del silencio (2005) .... Ángel
- Bajo la misma piel (2003-2004) .... Iker Iragorri
- Factor miedo (2002-2005).... Él mismo como conductor
- La otra (2002) .... Lázaro Arriaga
- Diseñador ambos sexos (2001) .... Bobby
- El precio de tu amor (2000-2001) .... Ricardo
- Infierno en el paraíso (1999) .... Antonio Valdivia
- La mentira (1998) .... Carlitos Jr.
- Mi pequeña traviesa (1997-1998) .... El Galaxi
- Pueblo chico, infierno grande (1997) .... Práxedes
- La antorcha encendida (1996) .... Simón Bolívar
- Azul (1996) .... Luis Aguirre
- Retrato de familia (1995-1996) .... Raúl
- María José (1995) .... Agente Ojeda
- Agujetas de color de rosa (1994) .... El Pirañas

### Cine
- Mariposas Verdes (2017) .... Rodrigo
- Cantinflas (2014) .... Jorge Negrete
- Desafío (2010)
- El Atentado (2010) .... Eduardo Velázquez (Jefe de Policía)
- Bajo la sal (2008) .... Prof. Magaña
- Arráncame la vida (2008) .... Cienfuegos
- Casi divas (2008) .... Alejandro
- Llamando a un ángel (2008) .... Ángel
- Todos hemos pecado (2008) .... El mátalas callando
- El viaje de la nonna (2007) .... Carlo
- Eros una vez María (2007) .... Tonatiuh
- Polvo de ángel (2007/I) .... Sacro
- Muerte anunciada (2006)
- El mago Manani (2006)
- Contracorriente (2006)
- Cansada de besar sapos (2006) .... Rafael
- Una de balazos (2005) .... Mafia Soldier
- Int. 19 (2005)
- Sangre circular (2005)
- Marta (2005)
- 7 días (2005) .... Virgilio Garza
- La vulka (2004) .... Roca
- Zapata - El sueño del héroe (2004) .... Guajardo
- El umbral (2003) .... Sergio
- Blind Heat (2002) .... Ramón
- Francisca (2002)
- Frido el gato (2002)
- ¿Qué me va a hacer? (2002)
- Original Sin (2001) .... Guard
- Me mirabas (2001)
- No existen diferencias (1999) .... Pablo
- La paloma de Marsella (1999)
- Domicilio conocido (1997)

### Doblaje
- Los Kennedy Serie de TV, doblaje (2011)....John F. Kennedy

#### Videojuegos
- Need for Speed: The Run  (2011)  .... Jack Rourke
- Call of Duty: Black Ops II (2012)...Raul Menendez
- Forza Motorsport 4 (2011) ...Julio Bracho

## Premios y nominaciones

### Premios TVyNovelas
| Año  | Categoría                  | Telenovela | Resultado |
| ---- | -------------------------- | ---------- | --------- |
| 2003 | Mejor revelación masculina | La otra    | Nominado  |